# Solheimsfjorden
Solheimsfjorden er en fjord i Flora kommune i Vestland fylke i Norge. Den ligger på sydsiden af Florø og Florølandet. Fjorden er en fortsættelse af Vassreset, som fjorden af og til bliver regnet som en del af. Fjorden strækker sig 7 kilometer østover til starten af Eikefjorden. På sydsiden strækker Høydalsfjorden sig mod sydøst. Fjorden har indløb mellem Veidesund i syd og Florø Lufthavn i nord.
Mellem Florø og Gaddevåg, som er en del af byen, ligger Gaddevågen på øen Brandsøy, som går mod nord til Botnafjorden på nordsiden af Florø. På sydsiden af Brandsøy ligger bebyggelsen Solheim, som fjorden er opkaldt efter. Mellem Brandsøy og halvøen Klaven går Brandøysundet mod nord til Klavfjorden.
På sydsiden af Solheimsfjorden ligger øerne Stavøy og Ålvora. Øst for Ålvora og syd for Brandøysundet ligger indløbet til Høydalsfjorden, mens Eikefjorden starter lige øst for Brandøysundet.